# Europese auto in 1900
Dit artikel geeft een overzicht van alle Europese personenwagens geproduceerd in 1900 door een significante autoconstructeur. De auto's staan alfabetisch gerangschikt per merk. Hier staan enkel Europese merken, ongeacht of ze eigendom zijn van een niet-Europees concern. Ook gaat het om constructeurs die algemeen bekend zijn met auto's die algemeen voor het publiek verkrijgbaar zijn.
| Adler |                  | concern:        | Onafhankelijk |
| Adler | divisie:         |                 |               |
| Adler | merk:            | Adler Duitsland |               |
| Adler | model:           | 1900            |               |
| Adler | einde productie: | 1900            |               |
| Adler | productieaantal: | ?               |               |

| Argyll |                  | concern:                   | Onafhankelijk |
| Argyll | divisie:         |                            |               |
| Argyll | merk:            | Argyll Verenigd Koninkrijk |               |
| Argyll | model:           | 1900                       |               |
| Argyll | einde productie: | 1900                       |               |
| Argyll | productieaantal: | ?                          |               |

| Bardon |                  | concern:         | Onafhankelijk |
| Bardon | divisie:         |                  |               |
| Bardon | merk:            | Bardon Frankrijk |               |
| Bardon | model:           | 4/5 CV           |               |
| Bardon | einde productie: | 1900             |               |
| Bardon | productieaantal: | ?                |               |

| Benz |                  | concern:       | Onafhankelijk |
| Benz | divisie:         |                |               |
| Benz | merk:            | Benz Duitsland |               |
| Benz | model:           | Elegant        |               |
| Benz | einde productie: | 1902           |               |
| Benz | productieaantal: | ?              |               |

| English Mechanic |                  | concern:                             | Onafhankelijk |
| English Mechanic | divisie:         |                                      |               |
| English Mechanic | merk:            | English Mechanic Verenigd Koninkrijk |               |
| English Mechanic | model:           | 1900                                 |               |
| English Mechanic | einde productie: | 1900                                 |               |
| English Mechanic | productieaantal: | ?                                    |               |

| Fiat |                  | concern:    | Onafhankelijk |
| Fiat | divisie:         |             |               |
| Fiat | merk:            | Fiat Italië |               |
| Fiat | model:           | 6HP         |               |
| Fiat | einde productie: | 1901        |               |
| Fiat | productieaantal: | ?           |               |

| Horch |                  | concern:        | Onafhankelijk |
| Horch | divisie:         |                 |               |
| Horch | merk:            | Horch Duitsland |               |
| Horch | model:           | 4/5/10/12       |               |
| Horch | einde productie: | 1900            |               |
| Horch | productieaantal: | ?               |               |

| Lohner |                  | concern:                                 | Onafhankelijk |
| Lohner | divisie:         |                                          |               |
| Lohner | merk:            | Lohner Oostenrijk (Oostenrijk-Hongarije) |               |
| Lohner | model:           | 1900                                     |               |
| Lohner | einde productie: | 1900                                     |               |
| Lohner | productieaantal: | ?                                        |               |

| Napier |                  | concern:                   | Onafhankelijk |
| Napier | divisie:         |                            |               |
| Napier | merk:            | Napier Verenigd Koninkrijk |               |
| Napier | model:           | 1900                       |               |
| Napier | einde productie: | 1900                       |               |
| Napier | productieaantal: | ?                          |               |

| Nesselsdorf |                  | concern:                                      | Onafhankelijk |
| Nesselsdorf | divisie:         |                                               |               |
| Nesselsdorf | merk:            | Nesselsdorf Oostenrijk (Oostenrijk-Hongarije) |               |
| Nesselsdorf | model:           | 1900                                          |               |
| Nesselsdorf | einde productie: | 1900                                          |               |
| Nesselsdorf | productieaantal: | ?                                             |               |

| Panhard |                  | concern:          | Onafhankelijk |
| Panhard | divisie:         |                   |               |
| Panhard | merk:            | Panhard Frankrijk |               |
| Panhard | model:           | A2                |               |
| Panhard | einde productie: | 1902              |               |
| Panhard | productieaantal: | ?                 |               |

| Peugeot |                  | concern:          | Onafhankelijk |
| Peugeot | divisie:         |                   |               |
| Peugeot | merk:            | Peugeot Frankrijk |               |
| Peugeot | model:           | 30                |               |
| Peugeot | einde productie: | 1902              |               |
| Peugeot | productieaantal: | 84                |               |

| Peugeot |                  | concern:          | Onafhankelijk |
| Peugeot | divisie:         |                   |               |
| Peugeot | merk:            | Peugeot Frankrijk |               |
| Peugeot | model:           | 31                |               |
| Peugeot | einde productie: | 1902              |               |
| Peugeot | productieaantal: | 7                 |               |

| Peugeot |                  | concern:          | Onafhankelijk |
| Peugeot | divisie:         |                   |               |
| Peugeot | merk:            | Peugeot Frankrijk |               |
| Peugeot | model:           | 32                |               |
| Peugeot | einde productie: | 1900              |               |
| Peugeot | productieaantal: | 21                |               |

| Renault |                  | concern:          | Onafhankelijk |
| Renault | divisie:         |                   |               |
| Renault | merk:            | Renault Frankrijk |               |
| Renault | model:           | Type B            |               |
| Renault | einde productie: | 1900              |               |
| Renault | productieaantal: | ?                 |               |

| Renault |                  | concern:          | Onafhankelijk |
| Renault | divisie:         |                   |               |
| Renault | merk:            | Renault Frankrijk |               |
| Renault | model:           | Type C            |               |
| Renault | einde productie: | 1900              |               |
| Renault | productieaantal: | ?                 |               |

| Vivinus |                  | concern:       | Onafhankelijk |
| Vivinus | divisie:         |                |               |
| Vivinus | merk:            | Vivinus België |               |
| Vivinus | model:           | 1900           |               |
| Vivinus | einde productie: | 1900           |               |
| Vivinus | productieaantal: | ?              |               |